# Maserati GranTurismo
De Maserati GranTurismo is een sportwagen van het Italiaanse merk Maserati. De GranTurismo werd gepresenteerd tijdens de Autosalon van Genève van 2007. Een aantal ontwerpelementen is overgenomen van de Ferrari 599 GTB Fiorano, eveneens een Grand Tourer.

## GranTurismo

### Motor
De GranTurismo beschikt over een van Ferrari overgenomen 4.2l V8 die ook is terug te vinden in de Maserati Quattroporte en de Maserati Spyder. In de GranTurismo is deze zo bewerkt dat deze 405 pk voortbrengt. Verder heeft deze ook nog een motor met 450 pk, V8. Deze wordt ook geleverd in de Maserati Quattroporte.

### GranTurismo S
In 2008 werd op de Autosalon van Genève de GranTurismo S geïntroduceerd. Deze beschikt over een 4.7l V8 die ook te vinden is in de Alfa Romeo 8C Competizione, de motor brengt in de S 440 pk voort. In samenwerking met Brembo is een nieuw remsysteem ontwikkeld, dat ook is terug te vinden op de Quattroporte GT.

## GranTurismo II
De tweede generatie Maserati GranTurismo werd in oktober 2022 online onthuld. Deze tweede generatie zal zowel volledig elektrisch als op benzine verkrijgbaar zijn en zal veel details delen met de MC20 sportwagen en de Grecale SUV.